# سلحفاة نهاشة شائعة
 سلحفاة نهاشة شائعة (بالإنجليزية: Common snapping turtle) (باللاتينية: Chelydra serpentina) وتنتمي لفصيلة سلحفاة نهاشة Chelydridae ، تشبه كثيرا سلحفاة القاطور إلى أنها اصغر حجما بالثلث إذ يصل طولها ما بين ال45 إلى 47 سم وصدفتها اقل وصدفتها صلبه ومغطاة أحيانا بالطحالب وتعتبر صدفتها صغيرة نسبيا بالمقارنة مع باقي السلاحف وتستطيع مد رقبتها لتصل إلى ثلثي جسمها ولها ذيل ضخم شبيه بذيل التمساح ولها فك قوي جدا تستطيع بعضة واحد أن تبتر الأصابع .

## مناطق تواجدها
- تتواجد في المياه العذبة والمالحة في أميركا الجنوبية والوسطى.
- تدفن أحيانا نفسها في الوحل ولا يظهر في جسمها سوى عينيها وانفها

في النهار عادة تجلس وتنتظر الفريسة بينما تكون نشطة تبحث عن الفرائس من الطيور والأسماك والثدييات الصغير واللافقاريات والنباتات وبذلك تعتبر من القوارت (أي اكلات لحوم ونبات).

## التكاثر
- تتزاوج في ابريل إلى نوفمبر وتستطيع أن تحتفظ بالحيوانات المنوية إلى الموسم المقبل وحيث تقطع مسافات من المياه لتجد أرض رملية تضع من 15 إلى 30 بيضة في المرة الواحدة .
- يمتد عمر هذه السلحفاة ال30سنة بينما يكون عمرها أطول في الأسر قد تصل إلى 40 سنة.

## صور خاصة

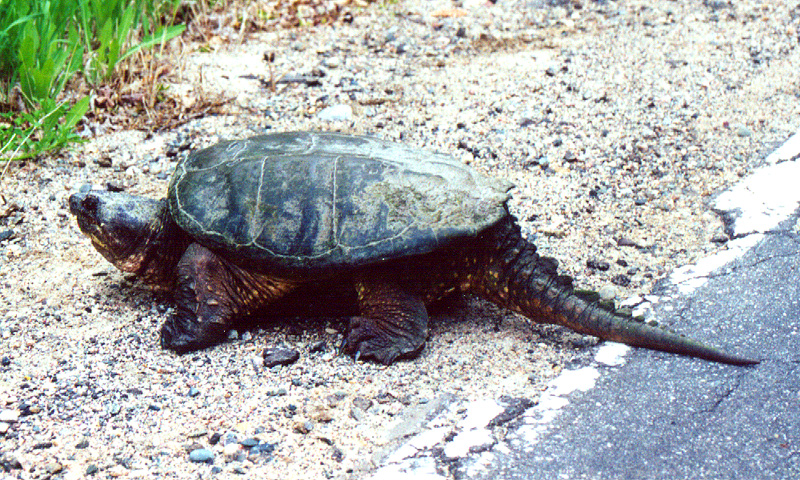
سلحفاة نهاشة تترقب موسم التزاوج)
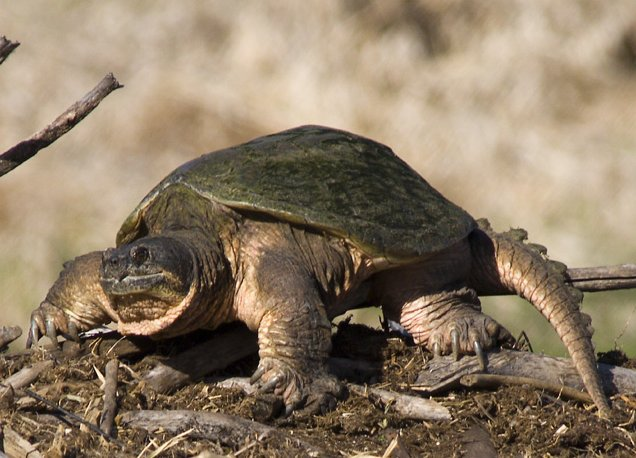
سلحفاة نهاشة
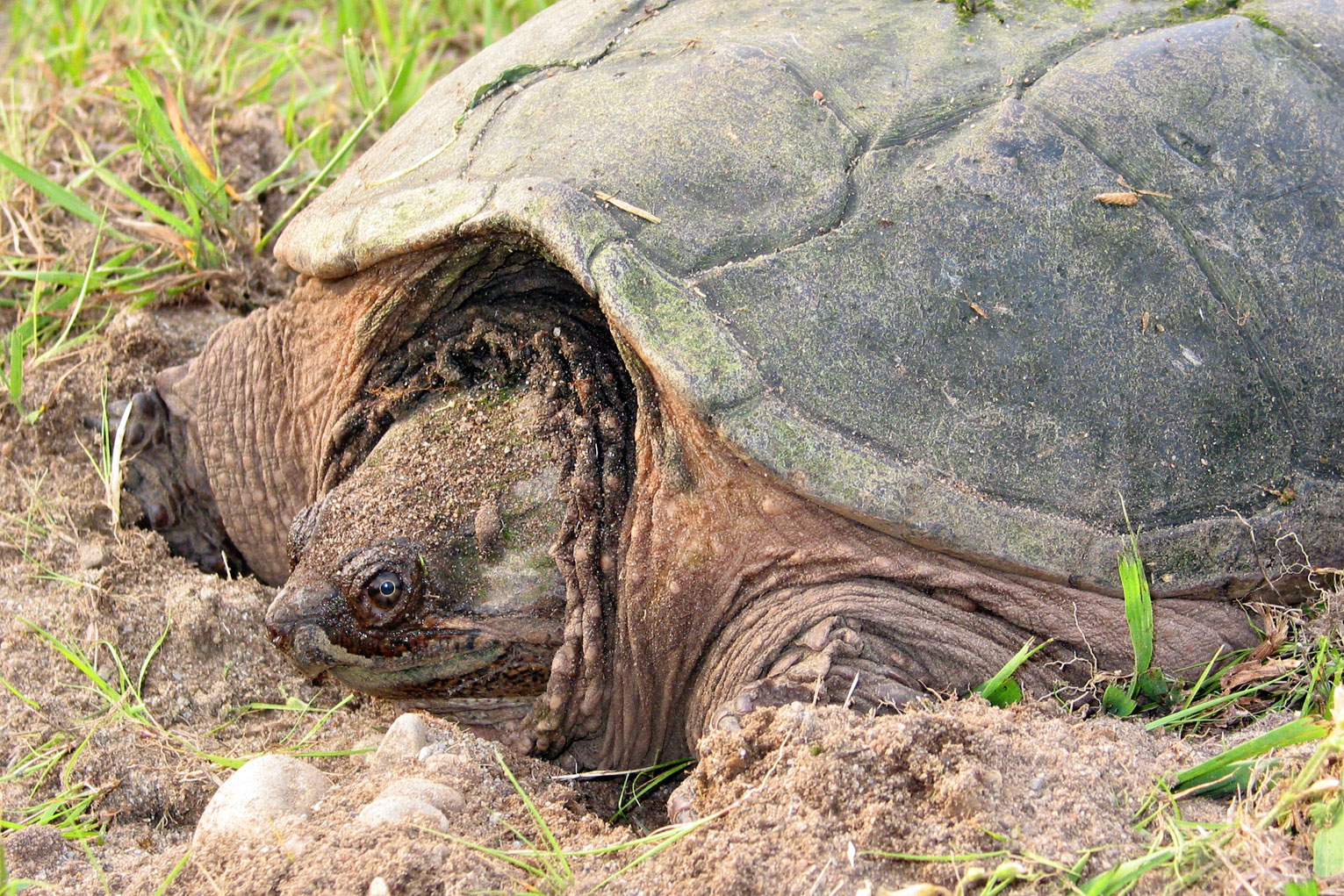
Common Snapping Turtle
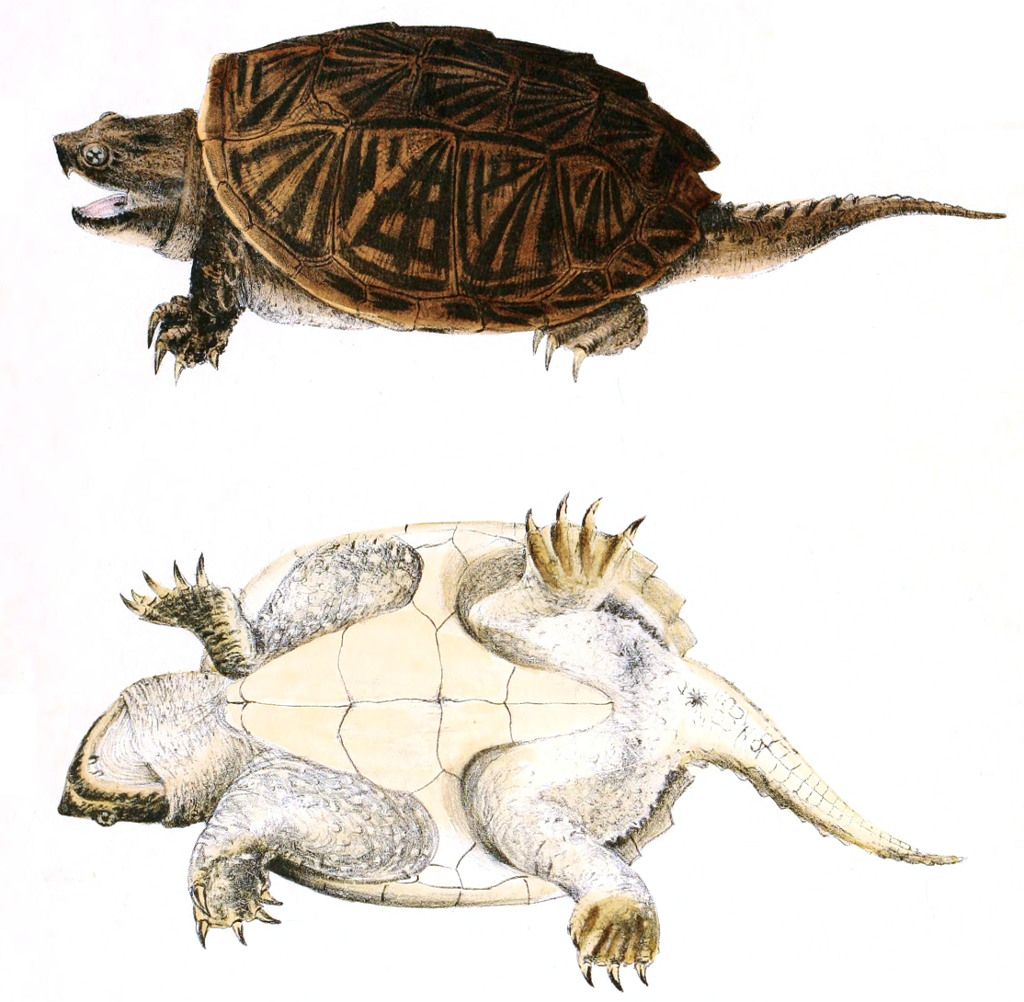
شكل السلحفاة النهاشة
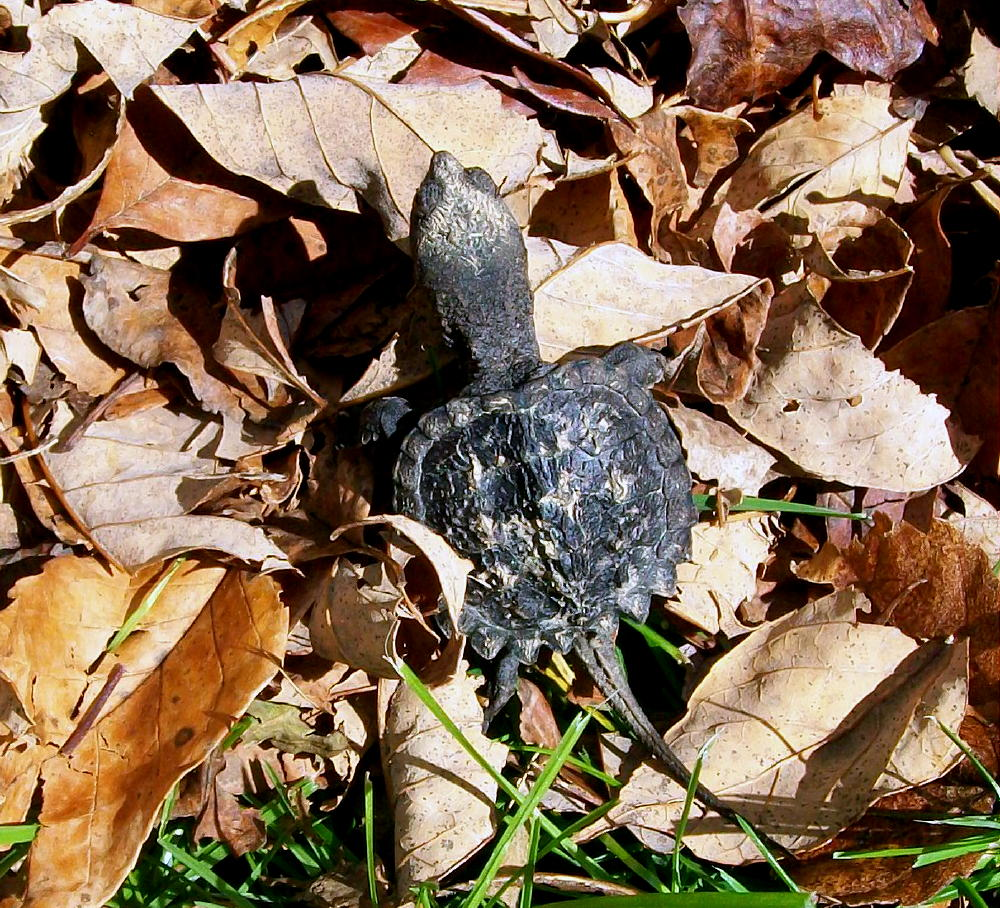
صغار السلاحف النهائة
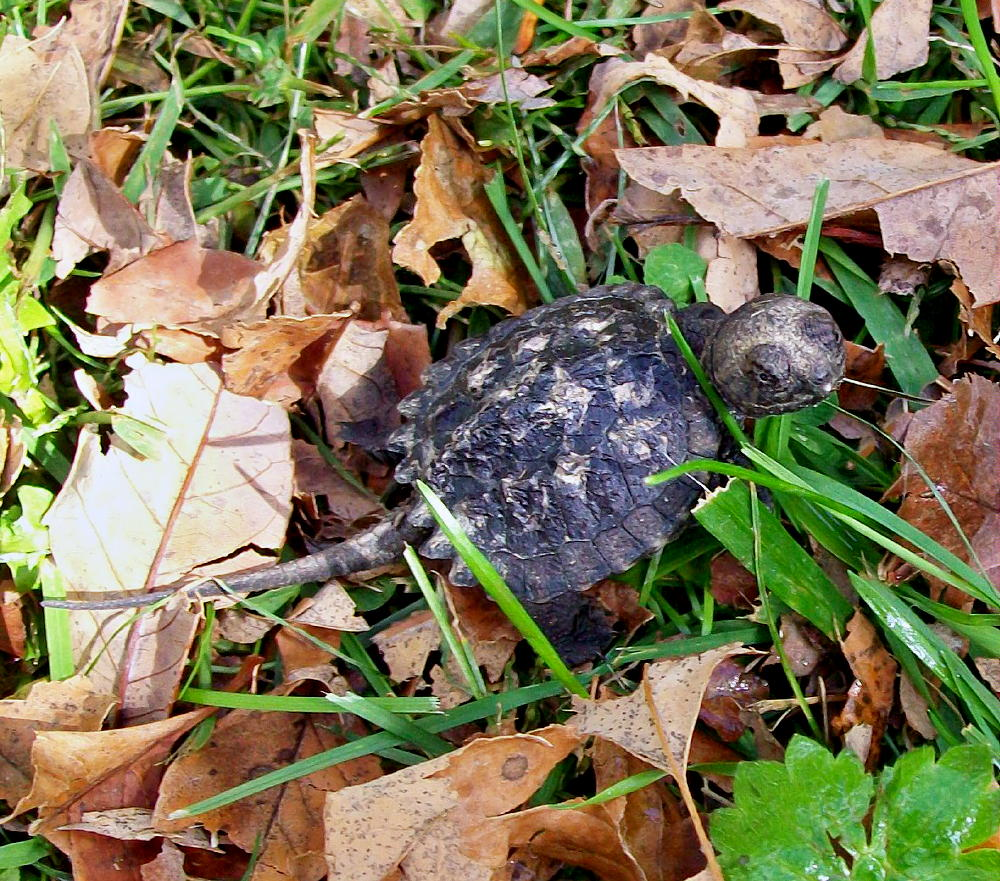
صغار السلاحف النهاشة
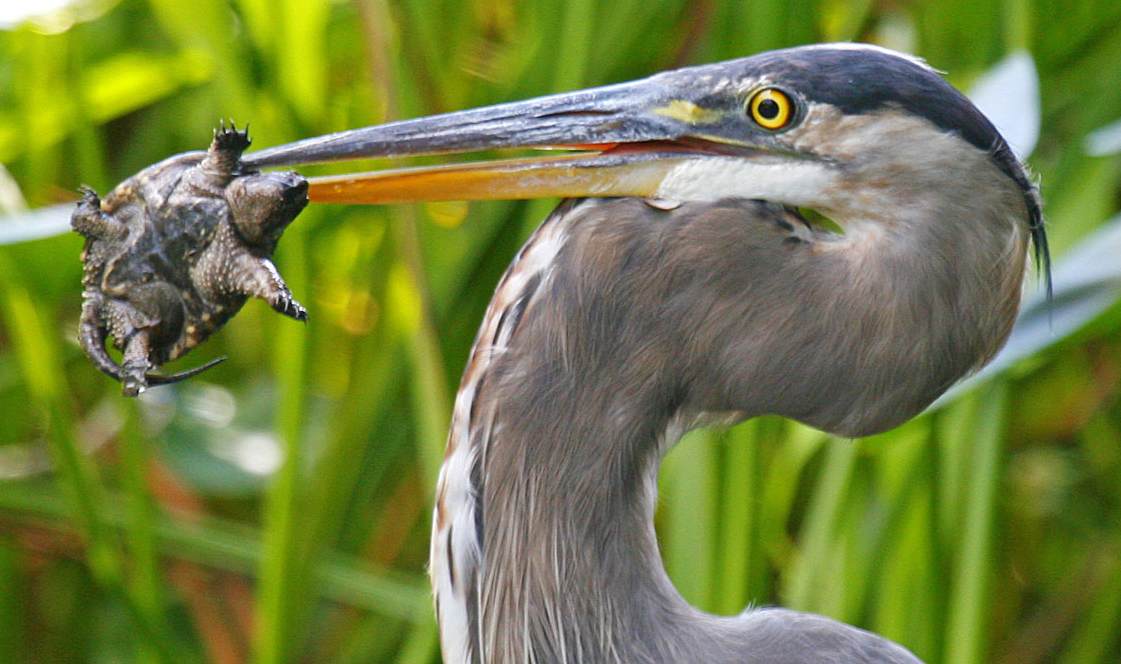
المفترس الأول لصغار السلاحف
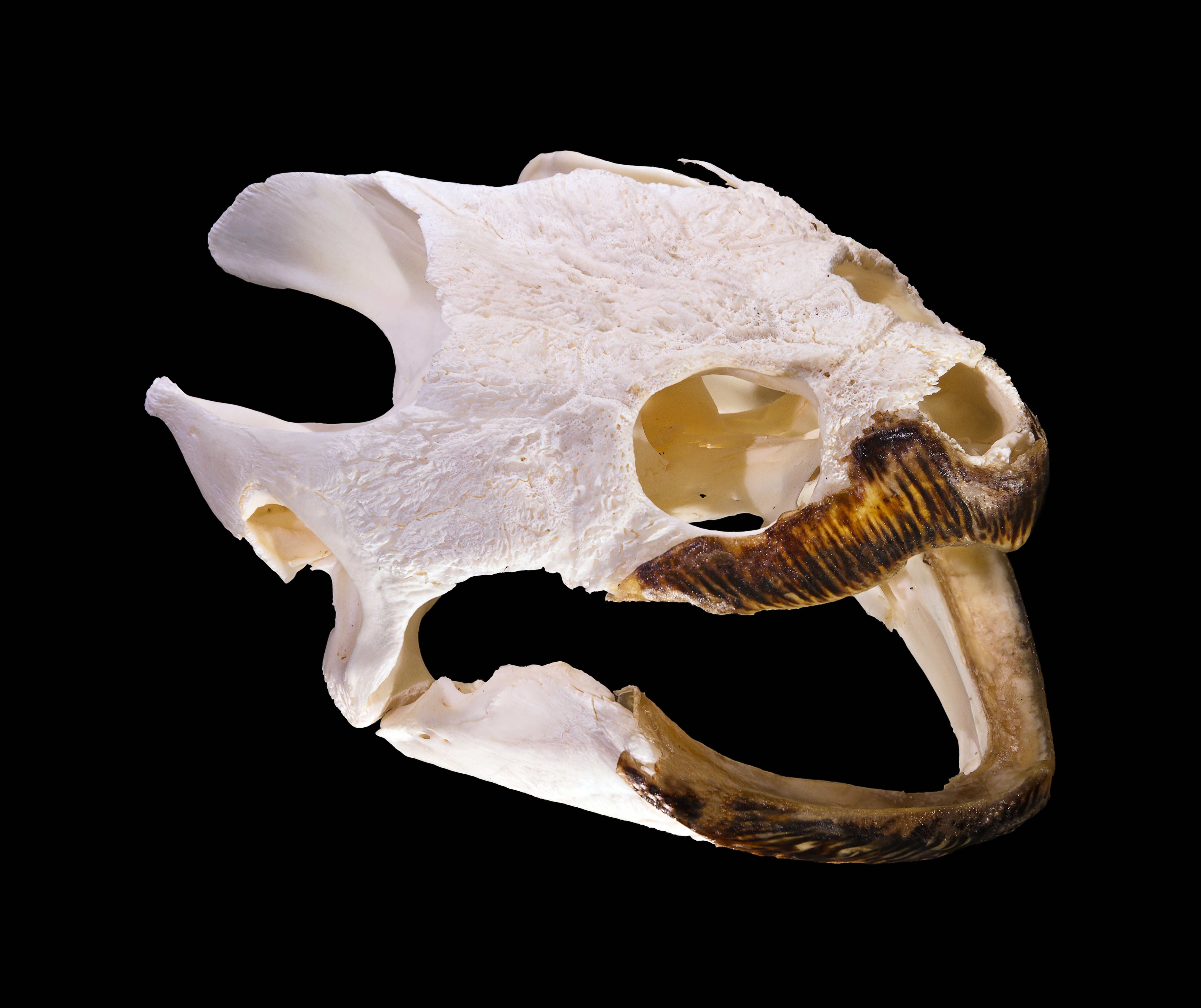

## وصلات خارجية
- موقع يتحدث عن سلحفاة نهاشة